# Sunderland A.F.C.

## Rivalstvo
Njihov največji rival je Newcastle United, s katerim igra tako imenovani Tyne-Wear derby.